# Cyphocarpus psammophilus
Cyphocarpus psammophilus är en klockväxtart som beskrevs av Mario Héctor Ricardi Salinas. Cyphocarpus psammophilus ingår i släktet Cyphocarpus, och familjen klockväxter. Inga underarter finns listade i Catalogue of Life.